# Divizia Națională (2019)
Sezon 2019 był 29. edycją rozgrywek o mistrzostwo Mołdawii. Brało w niej udział 8 drużyn, które w okresie od 16 marca 2019 do 9 listopada 2019 rozegrały w czterech rundach 28 kolejek meczów. Mistrzostwo po raz osiemnasty w historii zdobył obrońca tytułu – Sheriff Tyraspol.

## Drużyny
| Uczestnicy poprzedniej edycji | Uczestnicy poprzedniej edycji | Uczestnicy poprzedniej edycji | Uczestnicy poprzedniej edycji |
| --- | ----------------------------- | ----------------------------- | ----------------------------- |
| SHE | Sheriff Tyraspol              | Tyraspol                      | 1                             |
| MIL | Milsami Orgiejów              | Orgiejów                      | 2                             |
| PEH | Petrocub Hîncești             | Hîncești                      | 3                             |
| SPE | Speranța Nisporeni            | Nisporeni                     | 4                             |
| ZKI | Zimbru Kiszyniów              | Kiszyniów                     | 5                             |
| DAT | Dinamo-Auto Tyraspol          | Tyraspol                      | 6                             |
| SFG | Sfîntul Gheorghe              | Suruceni                      | 7                             |
| Awans z Divizia A |                               |                               |                               |
| CDL | Codru Lozova                  | Lozova                        | 1                             |
| Oznaczenia: - kolumna pierwsza – skróty nazw drużyn, - kolumna trzecia – siedziba klubu, - kolumna czwarta – miejsce zajęte w poprzednim sezonie. |                               |                               |                               |

## Tabela
| Lp. | Drużyna                   | M  | Z  | R  | P  | B+ | B- | +/– | Pkt | Kwalifikacja lub spadek                     |
| --- | ------------------------- | -- | -- | -- | -- | -- | -- | --- | --- | ------------------------------------------- |
| 1   | Sheriff Tyraspol (M)      | 28 | 22 | 4  | 2  | 60 | 9  | +51 | 70  | Liga Mistrzów UEFA • I runda kwalifikacyjna |
| 2   | Sfîntul Gheorghe Suruceni | 28 | 16 | 5  | 7  | 40 | 28 | +12 | 53  | Liga Europy UEFA • I runda kwalifikacyjna   |
| 3   | Petrocub Hîncești (P)     | 28 | 14 | 8  | 6  | 34 | 21 | +13 | 50  | Liga Europy UEFA • I runda kwalifikacyjna   |
| 4   | Dinamo-Auto Tyraspol      | 28 | 12 | 5  | 11 | 38 | 37 | +1  | 41  | Liga Europy UEFA • I runda kwalifikacyjna   |
| 5   | Milsami Orgiejów          | 28 | 10 | 9  | 9  | 30 | 28 | +2  | 39  |                                             |
| 6   | Speranța Nisporeni        | 28 | 8  | 11 | 9  | 29 | 34 | −5  | 35  |                                             |
| 7   | Zimbru Kiszyniów          | 28 | 3  | 7  | 18 | 16 | 43 | −27 | 16  |                                             |
| 8   | Codru Lozova (B, O)       | 28 | 0  | 5  | 23 | 8  | 55 | −47 | 5   | Baraże o utrzymanie                         |

1. ↑  3. zespół ligi – Petrocub Hîncești – został także zwycięzcą Pucharu Mołdawii, dlatego prawo gry w eliminacjach do Ligi Europy otrzymał Dinamo-Auto Tyraspol.

## Wyniki
| Gospodarz \ Gość          | COD | DIN | MIL | PET | SFÎ | SHE | SPE | ZIM | COD | DIN | MIL | PET | SFÎ | SHE | SPE | ZIM |
| ------------------------- | --- | --- | --- | --- | --- | --- | --- | --- | --- | --- | --- | --- | --- | --- | --- | --- |
| Codru Lozova              |     | 2–5 | 0–3 | 0–1 | 1–2 | 0–2 | 1–3 | 0–3 |     | 0–1 | 0–2 | 0–1 | 0–4 | 0–3 | 0–0 | 0–2 |
| Dinamo-Auto Tyraspol      | 3–0 |     | 0–0 | 0–1 | 3–0 | 0–4 | 0–3 | 0–0 | 4–0 |     | 1–0 | 2–0 | 2–1 | 0–3 | 3–4 | 4–0 |
| Milsami Orgiejów          | 0–0 | 3–1 |     | 2–0 | 0–3 | 1–2 | 1–1 | 3–0 | 3–0 | 0–2 |     | 0–3 | 0–2 | 1–1 | 0–0 | 1–1 |
| Petrocub Hîncești         | 1–1 | 0–1 | 1–1 |     | 2–2 | 1–0 | 4–1 | 1–0 | 1–0 | 3–0 | 1–1 |     | 0–2 | 0–0 | 2–2 | 1–0 |
| Sfîntul Gheorghe Suruceni | 2–0 | 3–1 | 1–1 | 1–0 |     | 0–3 | 0–0 | 2–0 | 1–0 | 1–0 | 3–0 | 0–2 |     | 0–1 | 0–0 | 2–1 |
| Sheriff Tyraspol          | 2–1 | 3–0 | 0–1 | 2–0 | 5–0 |     | 1–0 | 3–0 | 2–0 | 2–0 | 2–1 | 1–1 | 2–1 |     | 3–0 | 3–0 |
| Speranța Nisporeni        | 2–1 | 0–1 | 0–1 | 1–1 | 2–2 | 0–4 |     | 1–0 | 1–0 | 1–1 | 2–1 | 1–3 | 1–2 | 0–0 |     | 0–0 |
| Zimbru Kiszyniów          | 1–1 | 1–1 | 0–1 | 0–1 | 1–2 | 0–4 | 0–2 |     | 0–0 | 2–2 | 1–2 | 0–2 | 0–1 | 1–2 | 2–1 |     |

## Baraże o utrzymanie
Ze względu na powiększenie ligi do 10. zespołów w następnym sezonie, ostatnia drużyna tych rozgrywek – Codru Lozova – nie spadła z ligi tylko rozegrała baraż o utrzymanie z 3. zespołem Divzia A – Spartanii Sportul Selemet. Codru Lozova wygrał swój mecz 1:0 i pozostał na najwyższym poziomie ligowym.
| 16 listopada 2019 12:00 CEST | Spartanii Sportul Selemet | 0:1(0:0)Raport | Codru Lozova · 90+3' Siemieczenko | Stadionul Orășenesc, Hîncești Sędzia: Petru Stoianov |
|                              |                           |                |                                   |                                                      |

## Najlepsi strzelcy
| Bramki | Strzelcy           | Drużyna                   |
| ------ | ------------------ | ------------------------- |
| 13     | Jurij Kendysz      | Sheriff Tyraspol          |
| 11     | Maxim Iurcu        | Speranța Nisporeni        |
| 10     | Maxim Mihaliov     | Dinamo-Auto Tyraspol      |
| 9      | Robert Ndip Tambe  | Sheriff Tyraspol          |
| 6      | Vadim Cemîrtan     | Sfîntul Gheorghe Suruceni |
| 6      | Vadim Gulceac      | Petrocub Hîncești         |
| 6      | Sergiu Istrati     | Sfîntul Gheorghe Suruceni |
| 6      | Dmitri Mandrîcenco | Sfîntul Gheorghe Suruceni |
| 6      | Dan Taras          | Petrocub Hîncești         |

Źródło: